# Vesperus aragonicus
Vesperus aragonicus es una especie de insecto coleóptero de la familia Cerambycidae. Estos longicornios se distribuyen por el norte de la España peninsular y el sur de Francia continental.
V. aragonicus mide entre 20 y 30 mm, estando activos los adultos desde mayo hasta agosto.